# NProtect GameGuard
nProtect GameGuard（簡稱GameGuard或GG，其驅動程序為GameMon.des）是由韓國INCA互聯網開發的遊戲反作弊軟體。隨著網絡遊戲的興起，愈來愈多人利用外掛從中作弊，這促使GameGuard等反作弊軟體的誕生。GameGuard開發完成後，很快就被日本及韓國網絡遊戲商引入。隨後開設「網絡遊戲用戶通報中心」，傳送不正當或作弊之訊息。

## 功能
nProtect GameGuard含有即時變換偵測規則，可置於遊戲執行檔前使用，利用動態加密的方式達到防止遊戲外掛的目的，有效防堵作弊程式（如加速器），以及偵測玩家電腦有沒有使用遊戲外掛程式等。
nProtect GameGuard具有多種功能，例如：
- 透過持續掃瞄任何事先有登入過的程式碼、系統內部時間器運作等方式，偵測玩家電腦有沒有使用遊戲外掛程式。
- 檢測及阻擋惡意程式碼。
- 自動掃瞄工具。
- 即時變換偵測。
- 可停止滑鼠及鍵盤的驅動程序及側錄程式。
- 可阻擋玩家及雙重核心處理器（CPU）之不正當的操作。
- 佔用甚少CPU，不會拖慢電腦及遊戲。
- 監視玩家之操作環境，以及一舉一動[1]。

## 系統
GameGuard的驅動方法，與rootkit相似；縱使有些遊戲商提供了GameGuard移除程式（gguninst.exe）供玩家移除GameGuard，但其驅動程式無法移除，即使移除了含GameGuard的遊戲後，還是會留有一些隱藏資料夾。有時開啟遊戲時，因防毒軟體或入侵預防系統阻攔GameGuard的運行而無法進入遊戲，它可以通過設置防毒軟件來允許GameGuard的加載。GameGuard在攔截外掛不斷更新的同時，也大大提高了它本身與各個公司防毒軟件的兼容性，減少了此類情況的發生。

## 常見GameGuard的錯誤訊息
以下以台灣《LUNA2 Online》遊戲為例，列舉常見GameGuard的錯誤訊息，其中錯誤訊息代碼可能隨遊戲而不同，只能作為參考：
| 代碼 | 內容                                                                  |
| ---- | --------------------------------------------------------------------- |
| 100  | 電腦中了病毒                                                          |
| 110  | 遊戲程式已在執行                                                      |
| 112  | 在讀取「確認病毒、駭客功能」的模組失敗， 可能是記憶體不足或是電腦中毒 |
| 114  | 可能某些程式消耗了太多CPU的資源                                       |
| 114  | 顯示卡、音效卡並未正確安裝                                            |
| 114  | 可能是因為電腦正在執行掃毒                                            |
| 115  | 遊戲已多次執行                                                        |
| 115  | GameGuard已在執行                                                     |
| 124  | 無法正常更新                                                          |
| 150  | 無法正常更新                                                          |
| 153  | 無法正常更新                                                          |
| 155  | 作業系統的檔案受損                                                    |
| 170  | 執行GameGuard流程時失敗                                               |
| 200  | 一個不合法的程式被發現                                                |
| 340  | 下載失敗（連線品質也許不夠穩定）                                      |
| 350  | GameGuard停止更新（可能因為更新的速度過慢）                           |
| 360  | 更新不成功                                                            |
| 360  | GameGuard檔案遭篡改                                                   |
| 361  | 初始化錯誤                                                            |
| 361  | GameGuard的下載程序並不完整                                           |
| 380  | GameGuard無法更新                                                     |
| 380  | 像是「Sygate防火牆」阻擋了GameGuard的傳輸及存取                       |

## 爭議
GameGuard有多種反作弊的功能，台灣地區一些網絡遊戲代理商如茂為歐買尬數位科技都樂於使用GameGuard來防止玩家使用外掛。但對於某些網絡遊戲（如《巨商》、《魔物獵人Frontier》）來說，反作弊的成效卻不大，而且GameGuard有漏洞，新型的外掛在GameGuard下都能使用，令GameGuard被嘲為「紙老虎」，亦帶來很多系統上的麻煩。
例子包括：
- 2007年4月14日，台灣《楓之谷》GameGuard更新後，部份玩家因無法更新，造成出現「遊戲初始化錯誤」等錯誤訊息，因而無法進行遊戲。同年12月14日台灣《楓之谷》GameGuard更新後，部份玩家更持續出現以下異常狀況：「初始化錯誤360」的訊息、遊戲畫面出現藍底白字的情形、當機及更新無法正常執行等，因而無法正常進行遊戲。[3]
- 2007年7月26日，日本大型網絡遊戲商之一NEXON於旗下遊戲《天翼之鍊》（Tales Weaver）引入GameGuard後，玩家之遊戲程式、作業系統受到破壞，很多玩家出現操作不正常的情況，甚至連遊戲也無法登入，此情況至今都有發生。
- 同為NEXON代理的網絡遊戲《瑪奇》引入GameGuard後，亦發生遊戲程式受到破壞等情況，導致NEXON在三天後火速收回成命。（同一套遊戲中國大陸版本亦發生相同狀況，使得代理商世紀天成也在兩週不到的時間停止使用。北美版亦於2009年5月7日停用了GameGuard並由HackShield取而代之。）同樣問題亦遍及世嘉公司的《夢幻之星 新宇宙》和Capcom的《魔物獵人》[4]。由於GameGuard有太多漏洞，有些魔物獵人的玩家能使用某些外掛或在遊戲中作弊。
- 2007年8月，《巨商》中、港、台的伺服器在GameGuard的防護下都受到外掛的影響，其中香港伺服器因外掛造成垃圾資料增多而多次異常封閉。香港代理商遊戲橘子表示多年前《巨商》亦曾經因外掛橫行被當機纏繞著，當時每日當機次數高達十次，經過代理商與韓國開發商Joyon多月的努力，引入nProtect來阻擋外掛，得以解決及改善當機的問題。但是不明當機情況現在還會發生。[5]
- 2007年末，香港戲谷旗下遊戲《拿拿林Online》自從引入GameGuard後，部份玩家因GameGuard問題無法登入遊戲，引起反感。[6] 日本的《夢之歷險》（Nostale）亦出現同樣情況。
- 在較新的GameGuard版本（1007版本或以後），更出現遊戲關閉後GameGuard仍繼續運行的情況。
- 2008年9月24日，戲谷代理的《跑online》在更新NProtect GameGuard後，有大批玩家無法進行遊戲，因此官方於2009年10月轉用其他服務。

此外，GameGuard的翻譯亦被人批評其意思令人費解，除了韓文以外的信息都有錯字或是文法錯誤（例如『Game is already rimmomg.』，『rimmomg』實際上指running（運行）），英文版GameGuard亦被指部份原文為韓文的信息未曾翻譯。
Linux和Mac OS使用者也因為GameGuard而無法透過兼容层執行Windows 程式，在其他同類遊戲正常運作的情況下，使用GameGuard「保護」的那些遊戲完全無法運作。
因以上問題，加上有些遊戲代理商對GameGuard的態度曖昧，GameGuard的相關爭議愈來愈多，多數反對使用GameGuard者都認為GameGuard是「有百害而無一利」。

## 已知使用GameGuard之遊戲
以下是有使用GameGuard之網絡遊戲列表：
- 王牌對決(英雄大亂鬥) 連結官網
- CABAL 2 黑潮來襲
- TERA Online
- 永恆之塔（Aion）
- HEVA Online
- LUNA2 Online
- 精灵 (游戏)（英语：Priston Tale）
- PRIUS守護之星 Online
- R2－＞[7]
- R2BEAT
- RF Online
- SD鋼彈 Online
- Soldier Front
- XEN傳說 Online－＞已關閉
- 十二之天－＞[1]
- 天堂
- 天堂II
- 天堂W
- 天翼之鍊
- 幻想大陸（Fantasy Earth: Zero）－＞（台灣版於7月16日更新後新增）
- 火線特戰隊
- 王者世界
- 全民打棒球
- 新瑪奇mabinogi －＞(台灣版僅實施3日取消，2015年6月25日實施HackShield防掛系統，2015年12月21日另採用Nexon Game Security取代至今)
- 光線飛車
- 希望Online
- 奇蹟－＞[8]
- 迷你格鬥
- 神泣
- 真·三國無雙 Online（台灣代理區）
- 野菜村（日语：野菜村）
- 絲路Online
- 黑色陰謀Online－＞[9]
- 新飛飛 Online
- 夢幻之星 新宇宙
- 夢夢Online－＞於2010年4月1日維修更新後造成許多玩家電腦CPU使用率達到100% 並且會和NOD32防毒軟體相衝造成系統異常重新開機
- 亂Online（Ran Online）
- 精靈II－＞[10]
- 魔法飛球
- 墨香Online
- 希望戀曲Online
- 魔物獵人Online　nProtect Game Rev 1790 支援 x64 目前尚無人破解！
- 夢之物語
- 大航海時代Online
- phantasy star 2
- Mstar
- 艾爾之光－＞（原為不使用，原野系統更新後導入此程式）
- NBA2K Online[11]
- 劍靈(台服)
- ELOA艾洛亞online
- FreeStyle online
- Soul Worker(台版)

## 已知停用GameGuard之遊戲
以下是大中華地區停用GameGuard之網絡遊戲列表：
- 永恆冒險－＞（永恆冒險於2011年1月26日停止用GameGuard，改以X-trap防外掛軟體取代
- 光之冒險（Nos Tale）（已停用GameGuard，並改以X-trap防外掛軟體取代）
- SF Online－＞台灣版SF Online於2012年5月14日已移除GameGuard，取而代之是XIGNCODE3防外掛軟體
- 巨商－＞港服已經停止使用有關防外掛之程式
- 拿拿林Online－＞已經停止使用有關防外掛之軟體
- 跑Online－＞跑Online於2009年10月14日已移除GameGuard，取而代之是HackShield防外掛軟體，並再改以X-trap防外掛軟體取代
- 跑跑卡丁車－＞台灣版跑跑卡丁車於2009年4月17日已移除GameGuard，取而代之是HackShield防外掛軟體，並再改以XIGNCODE3+Nexon Game Security防外掛軟體
- 新楓之谷－＞台灣新楓之谷在Ver0.92版2009年4月28日已移除GameGuard，取而代之是HackShield防外掛軟體 ，並再改以XIGNCODE3防外掛軟體取代
- 夢想之翼Online－＞已停用GameGuard
- 爆爆王－＞台灣版爆爆王於2009年4月9日已移除GameGuard，取而代之是HackShield防外掛軟體，並再改以XIGNCODE3+Nexon Game Security防外掛軟體
- 絕對武力Online（CSOnline）－＞台灣版CSO於2009年4月22日已移除GameGuard，取而代之是HackShield防外掛軟體，並再改以XIGNCODE3+Nexon Game Security防外掛軟體，並再於13-3-2018移除XIGNCODE3
- 大航海時代Online－＞台灣版大航海時代Online於2015年8月20日「亞特蘭提斯」改版已停止使用有關防外掛之軟件
- 新瑪奇 mabinogi －＞台灣版瑪奇於2015年12月21日已由Nexon Game Security取代HackShield防外掛軟體
- 彩虹島物語 －＞快樂玩於2017年12月28日改採XIGNCODE3。

## 已知封鎖應用程式
部份已知被GameGuard 封鎖之應用程式列表如下：

（註：封鎖與否則視遊戲目前的GameGuard版本而定。）
- Adobe Flash Player（被廣泛使用的多媒體程序播放器）
- Logitech'G'系列（滑鼠、鍵盤）
- Wireshark（網絡封包分析軟件，原稱Etherea
- OllyDbg（一種調試器，需要在遊戲執行後才能開啟,否則會wireshark當掉）
- 部份VNC伺服器，例如RealVNC（不會封鎖或異常關機，但令電腦無法輸入資訊）
- LimeWire（Java平臺點對點檔案分享客戶端，不會異常關機或顯示『企圖作弊』錯誤字句，但會關閉此程式）
- Cheat Engine（遊戲作弊軟件）
- The Core Media Player（顧名思義，此為音樂播放器）
- Media Player Classic（顧名思義，此皆為音樂播放器）
- WhatPulse（英语：WhatPulse）（按鍵精靈）
- AutoHotKey(按鍵腳本)
- Tsearch（一個記憶體掃瞄軟件及調試器）
- NetLimiter（一個管理網絡流量軟件）
- Symantec Endpoint Protection
- Online Armor
- ClubBox（一種傳輸軟體）
- GoGoBox（近似於Clubbox 的傳輸軟體）
- 易语言及由其编写的任何程序（一种在中国大陆有一定流传的汉语编程工具）
- Google Chrome（一種網頁瀏覽器軟體）。[12]
- Yahoo! Messenger (使用時無法登入)
- Visual Basic 系列 (VB編譯器以及所編繹出之程式無法運行)
- Skype
- RC語音
- 部份遠控軟體(例如:TeamViewer,等等..)(GameGuard啟動時,目標電腦無法被遠端控制,但可以看到畫面)
- Windows 7小工具有機率顯示異常

## 已知 GameGuard 對作業系統的危害
部份已知 GameGuard 對作業系統照成的危害有：

- Volume Mixer 崩潰
- 使正版 Microsoft Windows 作業系統激活失效
- 使 Microsoft Windows 作業系統直接進入藍白當機畫面
- 永久破壞 Microsoft Windows 系統，導致無法啟動，必須重新安裝Microsoft Windows

## 外部連結

### 官方網頁
- （英文）nProtect GameGuard官方網站
- （日語）nProtect GameGuard網絡遊戲用戶通報中心（页面存档备份，存于）
- 韓國nProtect網站（页面存档备份，存于）
- （日語）日本nProtect網站（页面存档备份，存于）
- INCA互聯網官方網站（页面存档备份，存于）
- 中文GameGuard問答集

- nP錯誤代號114解決方法（页面存档备份，存于）
- nP錯誤代號3XX解決方法（页面存档备份，存于）
- 錯誤紀錄ERL檔案回報機制（页面存档备份，存于）

### 玩家社群
- （英文）nProtect 保安（页面存档备份，存于）